# Tømmerstik
Et tømmerstik er et knob som kan binde et reb sammen med et cylindrisk objekt. Knobet bliver holdt stramt, så længe der er spænding på rebet, men det bliver let åbnet, selv efter stor belastning, når spændingen fjernes.
Tømmerstikket er et gammelt knob. Det er er nævnt første gang i en kilde fra omkring 1625 og er illustreret i 1762.